# Calathea bachemiana
Calathea bachemiana  es una especie fanerógama de la familia Marantaceae, nativa de  Brasil.   

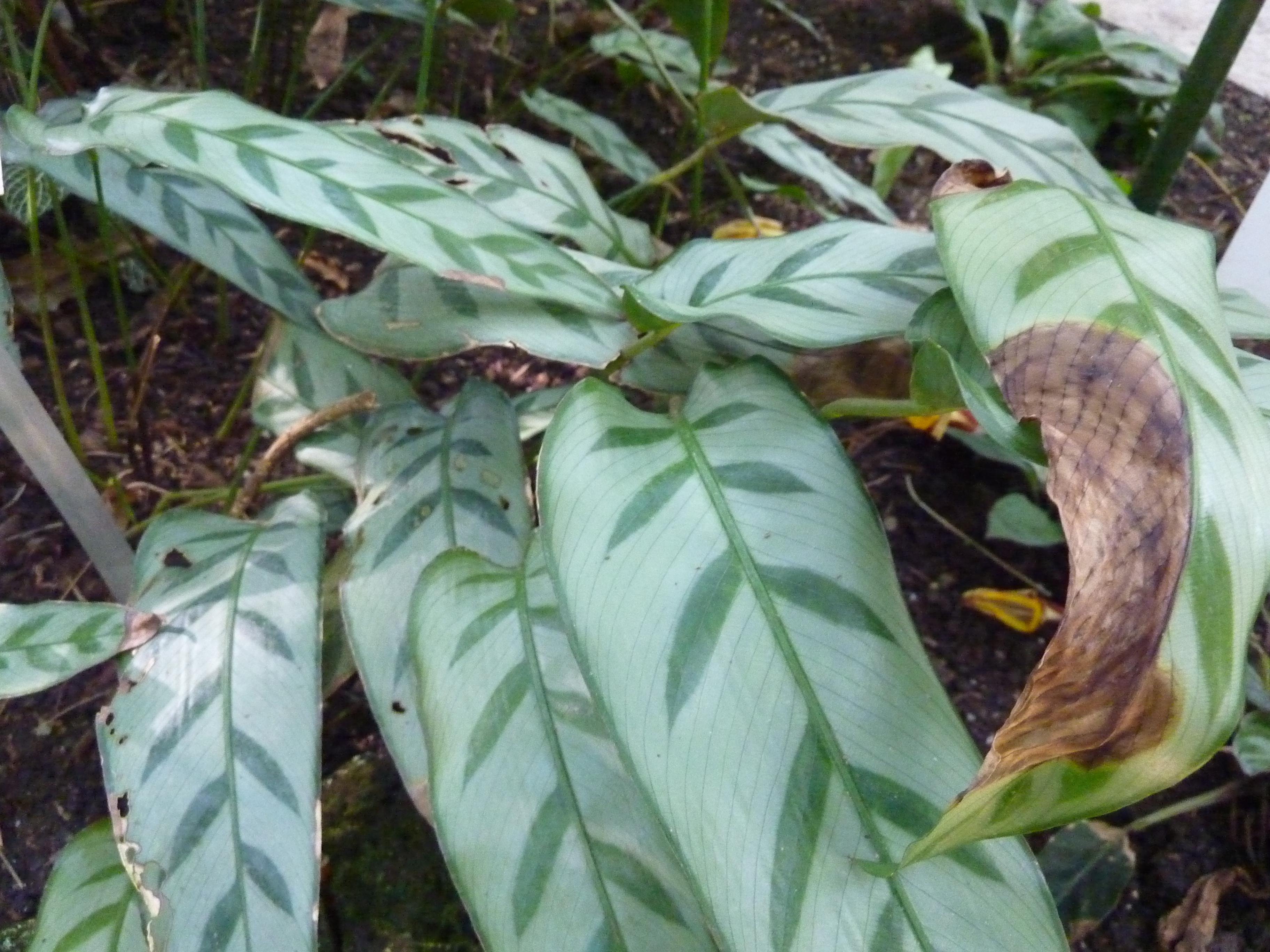
Hojas

## Descripción
Calathea bachemiana tiene hojas lanceoladas  de hasta 25 cm por 5 formando un ángulo de 90 ° con los pecíolos que son 30 de cm. Las hojas son de color gris-verde en la parte superior con grandes manchas de color verde oscuro dispuestas a ambos lados de la nervadura central. Están delicadamente sombreadas en la parte inferior de un color púrpura.

## Taxonomía
Calathea bachemiana fue descrita por Charles Jacques Édouard Morren y publicado en Ann. Bot. Hort. 25: 271. 1875.
Sinonimia
- Maranta bachemiana (E.Morren) Regel
- Maranta kegeliana Regel
- Maranta regeliana Voss
- Phyllodes bachemiana (E.Morren) Kuntze	[3][4]